# 에파비렌즈/엠트리시타빈/테노포비르
에파비렌즈/엠트리시타빈/테노포비르는 아트리플라(Atripla)라는 상품명으로 판매되며, HIV/AIDS 치료에 사용되는 용량이 일정한 항레트로바이러스 병용 약물이다. 에파비렌즈, 엠트리시타빈, 테노포비르 이소프로실 등을 함유하고 있으며 단독으로 사용하거나 다른 항레트로바이러스 약물과 함께 사용할 수 있다. 이 약물은 하루에 한 번, 경구투여하여야 한다.일반적인 부작용으로는 두통, 수면장애, 졸림, 불안정 등이 있다. 심각한 부작용으로는 높은 혈중 젖산 수치, 정신의학적인 증상, 간 비대 등이 포함될 수 있다. 어린이에게는 사용 금기이다. 임신 첫 3개월 동안 사용할 경우 태아에게 위해가 발생할 수 있다.
2006년 미국에서 의료용으로 승인되었으며, 유럽 연합에서는 2007년에 승인되었다. 또한 세계 보건 기구(WHO)의 필수 의약품 목록에 등재되어있다.

## 의학적 사용
3가지 약물을 1일 1회 1정 복합제제로 만들면 복용하는 정제의 수를 줄여 투약 요법을 간소화하므로 항레트로바이러스 요법에 대한 순응도를 높일 수 있다.

## 금기 사항
에파비렌즈에 강한 과민증을 보인 사람들은 에파비렌즈/엠트리시타빈/테노포비르를 복용할 수 없다.
또한 이 약물을 사용할 경우 병용 금지 약물로는 보리코나졸, 에르고트 유도제, 벤조디아제핀, 미다졸람, 트리아졸람, 칼슘 채널 차단제 베프리딜, 시사프라이드, 피모지드, 세인트 존스 워트(Hypericum perforatum, St John’s Wort)등이 있다. 모유 수유도 금지된다.

## 부작용
에파비렌즈/엠트리시타빈/테노포비르의 일반적인 부작용은 피로, 현기증, 위장 장애, 피부 변색이다. 더 심각한 부작용으로는 환각, 불면증, 우울증이 나타난다.
에파비렌즈/엠트리시타빈/테노포비르의 권장 복용량은 취침 시간 또는 취침 전 한 알이다. 공복에 복용하면 부작용이 줄어들 수 있다. 신장이나 간 질환이 있는 사람들은 하루에 한 알씩 입으로 복용할 수 있다. 그러나 CrCl 수치가 50ml/min 미만인 사람은 이 복용량을 따라선 안된다. 대신 환자의 CrCl 정도에 따라 TDF 및 FTC 용량을 조절하면서 고정 용량 조합을 처방해야 한다.

## 상호작용
에파비렌즈/엠트리시타빈/테노포비르와 함께 복용해서는 안되는 약물로는 베프리딜, 미다졸람, 피모지드, 트리아졸람 또는 에르고트 유도체가 있다. 또한 세인트 존스 워트는 에파비렌즈/엠트리시타빈/테노포비르의 효과를 감소시켜 바이러스 부하를 증가시키고 에파비렌즈/엠트리시타빈/테노포비르에 대한 내성을 일으키는 것으로 알려져 있다.

## 작용 기전
에파비렌즈는 HIV-1의 비뉴클레오사이드 역전사효소 억제제(NNRTI)이며, 엠트리시타빈은 HIV-1의 뉴클레오사이드 역전사효소 억제제(NRTI)이다. 테노포비르도 HIV-1의 뉴클레오타이드 역전사효소 억제제이며, NtRTI로 분류할 수 있다. 이 세 가지 약은 복합적으로 작용하여 HIV 역전사효소 단백질을 세 가지 방법으로 표적화하는데, 이것은 바이러스의 변이 능력을 감소시킨다.
약물을 조합하여 사용한 연구에서 엠트리시타빈과 에파비렌즈, 에파비렌즈와 테노포비르, 엠트리시타빈과 테노포비르 사이에 시너지 효과가 관찰되었다.

## 역사
에파비렌즈/엠트리시타빈/테노포비르는 2006년에 HIV를 치료하기 위한 일일 복용약으로 미국에서 승인되었다. 이 약의 주요 장점은 하루 한 번 복용할 수 있고 항레트로바이러스 치료에서의 전반적인 스트레스를 줄일 수 있다는 것이었다.
길리어드 사이언스(Gilead Sciences)가 엠트리시타빈/테노포비르를 포함하는 특허를 의약품 특허 풀에 등록했기 때문에 미국에는 제네릭이 존재하지 않으며, 머크앤코(Merck & Co.)는 개발도상국에서 더 싼 가격으로 에파비렌즈를 이용할 수 있게 하여 개발도상국에서는 동등성을 가진 두 약 치료를 매일 약 US$1.00의 가격으로 이용할 수 있다.

## 사회 및 문화
미국에서 처음으로 판매된 다종(multi-class) 항레트로바이러스 약품이며, 두 미국의 제약사가 특허받은 항 HIV 약품을 하나의 제품으로 결합한 첫 협업 제품이다.
북미와 유럽에서는 길리어드 사이언스(Gilead Sciences)와 브리스톨-마이어스 스퀴브(Bristol-Myers Squibb)가 공동으로 아트리플라를 마케팅하고 있지만 개발도상국에서는 머크앤코(Merck & Co.)가 마케팅과 유통을 담당하고 있다.

### 외관
아트리플라(Atripla)는 분홍색의 필름코팅정이며 한쪽면에 "123"이 각인 되어있다.